# Britský skauting
Britský skauting představuje několik organisací:
- Skautská asociace - člen Světové organisace skautského hnutí
- Girlguiding UK - člen Světového sdružení skautek
  - Trefoil Guild - řádný člen Girlguiding UK[1] a člen Mezinárodní společenství skautů a skautek
- Baden-Powell Scouts' Association - člen Světové federace nezávislých skautů
- Pathfinder Scouts Association a Rover Explorer Scouts Association
- European Scout Federation (Britská asociace)- člen Konfederace evropských skautů
- British Boy Scouts and British Girl Scouts Association, (BBS & BGS) - člen Order of World Scouts
- Plast-Ukrajinský skauting ve Velké Británii
- Boys' Brigade
- Girls' Brigade
- Royal Rangers ve Velké Británii
- Pathfinders - mládežnická organisace Adventistů sedmého dne, člen Pathfinders International[2][3]
- British Camp Fire Girls' Association
- Adult Scout Alliance- která zahrnuje B-P Scout Guild Scotland a Baden-Powell Guild of Great Britain, člen Mezinárodního společenství skautů a skautek
- Student Scout and Guide Organisation
- Scout and Guide Graduate Association
- UK Navigators - Méně strukturovaná nezávislá organisace, která nedávno vznikla v Británii po významném úspěchu v USA

Nezávislé britské organisace většinou následují tradiční skautské metody které vytvořil Baden-Powell. Například Baden-Powell Scouts (vzniklá v roce 1970), Pathfinder Scouts Association (vzniklá v roce 2003) a Rover Explorer Scouts Association, která praktikuje skauting s důrazem na křesťanské hodnoty.
Ostatní skautské organisace ve Velké Británii včetně, nezávislé větve Polské harcerské asociace, Maďarské skautské asociace, Litevské skautské asociace a oddílu Homenetmen v Londýně. Kořeny těchto emigrantských organisací jsou Druhá světová válka a studená válka, kdy uprchlíci utekli z jejich země a jejich národní komunity ve Velké Británii, si přáli zachovat svou domovskou kulturu skautingu a nikoli navázat na britský skautský program.
Ve velké Británii jsou také aktivní mezinárodní skautské jednotky. Scouts et Guides de France udržují jeden oddíl v Londýně. Aktivní jsou také jednotky Amerických skautů pod zprávou Transatlantic Council, American Girl Scouts se sídlem v USAGSO. a kmeny Israel Boy and Girl Scouts Federation v Londýně.
Catholic Guides of Ireland a Scouting Ireland jsou aktivní také v Severním Irsku.